# Gerald Maurice Clemence
Gerald Maurice Clemence (Greenville (Rhode Island), 16 août 1908 – Providence (Rhode Island), 22 novembre 1974) est un astronome américain. Inspiré par la vie et le travail de Simon Newcomb, sa carrière suit en parallèle de grandes avancées en astronomie et l'amélioration des ordinateurs. Clemence travailla à l'observatoire naval des États-Unis.
L'astéroïde (1919) Clemence est nommé en son honneur.